# Lijst van zwemrecords 50 meter rugslag mannen
Dit is een overzicht van de verschillende zwemrecords op de 50 meter rugslag bij de mannen, onderverdeeld in de langebaan (50 meter) en de kortebaan (25 meter). Het is geen olympisch nummer.

## Langebaan (50 meter)

### Ontwikkeling wereldrecord
| Nr. | Naam               | Land                           | Tijd  | Datum             | Plaats       |
| --- | ------------------ | ------------------------------ | ----- | ----------------- | ------------ |
|     | Kliment Kolesnikov | Rusland                        | 23,55 | 27 juli 2023      | Kazan        |
|     | Hunter Armstrong   | Verenigde Staten               | 23,71 | 28 april 2022     | Greensboro   |
|     | Kliment Kolesnikov | Rusland                        | 23,80 | 18 mei 2021       | Boedapest    |
|     | Kliment Kolesnikov | Rusland                        | 23,93 | 17 mei 2021       | Boedapest    |
|     | Kliment Kolesnikov | Rusland                        | 24,00 | 4 augustus 2018   | Glasgow      |
|     | Liam Tancock       | Verenigd Koninkrijk            | 24,04 | 2 augustus 2009   | Rome         |
|     | Liam Tancock       | Verenigd Koninkrijk            | 24,08 | 1 augustus 2009   | Rome         |
|     | Randall Bal        | Verenigde Staten               | 24,33 | 5 december 2008   | Eindhoven    |
|     | Liam Tancock       | Verenigd Koninkrijk            | 24,47 | 2 april 2008      | Sheffield    |
|     | Thomas Rupprath    | Duitsland                      | 24,80 | 27 juli 2003      | Barcelona    |
|     | Lenny Krayzelburg  | Verenigde Staten               | 24,99 | 28 augustus 1999  | Sydney       |
|     | Jeff Rouse         | Verenigde Staten               | 25,13 | 15 april 1993     | Edinburgh    |
|     | Dave Berkoff       | Verenigde Staten               | 25,23 | 24 september 1988 | Seoel        |
|     | Dirk Richter       | Duitse Democratische Republiek | 25,74 | 15 december 1985  | Oost-Berlijn |

### OntwikkelingEuropeesrecord
| Nr. | Naam            | Land                           | Tijd  | Datum            | Plaats       |
| --- | --------------- | ------------------------------ | ----- | ---------------- | ------------ |
|     | Liam Tancock    | Verenigd Koninkrijk            | 24,04 | 2 augustus 2009  | Rome         |
|     | Liam Tancock    | Verenigd Koninkrijk            | 24,08 | 1 augustus 2009  | Rome         |
|     | Liam Tancock    | Verenigd Koninkrijk            | 24,47 | 2 april 2008     | Sheffield    |
|     | Thomas Rupprath | Duitsland                      | 24,80 | 27 juli 2003     | Barcelona    |
|     | Thomas Rupprath | Duitsland                      | 25,00 | 31 juli 2002     | Berlijn      |
|     | Thomas Rupprath | Duitsland                      | 25,20 | 31 juli 2002     | Berlijn      |
|     | Stev Theloke    | Duitsland                      | 25,26 | 25 mei 2002      | Warendorf    |
|     | Thomas Rupprath | Duitsland                      | 25,31 | 24 juli 2001     | Fukuoka      |
|     | Stev Theloke    | Duitsland                      | 25,60 | 4 juli 2000      | Helsinki     |
|     | Stev Theloke    | Duitsland                      | 25,63 | 15 juni 2000     | Berlijn      |
|     | Stev Theloke    | Duitsland                      | 25,66 | 29 juli 1999     | Istanboel    |
|     | Franck Schott   | Frankrijk                      | 25,71 | 18 maart 1994    | Rijsel       |
|     | Igor Poljanski  | Sovjet-Unie                    | 25,90 | 24 februari 1988 | Moskou       |
|     | Dirk Richter    | Duitse Democratische Republiek | 26,44 | 22 december 1982 | Oost-Berlijn |

### OntwikkelingNederlandsrecord
| Nr. | Naam              | Club                | Tijd  | Datum            | Plaats       |
| --- | ----------------- | ------------------- | ----- | ---------------- | ------------ |
|     | Bastiaan Lijesen  | Eiffel Swimmers PSV | 24,79 | 14 april 2012    | Eindhoven    |
|     | Bastiaan Lijesen  | Eiffel Swimmers PSV | 24,86 | 14 april 2012    | Eindhoven    |
|     | Bastiaan Lijesen  | Eiffel Swimmers PSV | 25,04 | 9 april 2011     | Eindhoven    |
|     | Nick Driebergen   | De Dolfijn          | 25,08 | 1 augustus 2009  | Rome         |
|     | Nick Driebergen   | De Dolfijn          | 25,29 | 18 april 2009    | Amsterdam    |
|     | Nick Driebergen   | De Dolfijn          | 25,58 | 18 april 2009    | Amsterdam    |
|     | Nick Driebergen   | De Dolfijn          | 25,62 | 21 maart 2008    | Eindhoven    |
|     | Nick Driebergen   | De Dolfijn          | 25,66 | 20 maart 2008    | Eindhoven    |
|     | Nick Driebergen   | Xlence Swimteam     | 25,94 | 14 april 2006    | Amsterdam    |
|     | Mitja Zastrow     | PSV                 | 26,30 | 25 maart 2005    | Eindhoven    |
|     | Bastiaan Tamminga | DWK-XCESS           | 26,30 | 31 juli 2002     | Berlijn      |
|     | Bastiaan Tamminga | DWK-XCESS           | 26,40 | 19 april 2002    | Amersfoort   |
|     | Bastiaan Tamminga | DWK-XCESS           | 26,42 | 19 april 2002    | Amersfoort   |
|     | Mark Veens        | PSV                 | 26,72 | 20 juni 1998     | Eindhoven    |
|     | Mark Veens        | PSV                 | 26,99 | 20 juni 1998     | Eindhoven    |
|     | Bram van Haandel  | PSV                 | 27,07 | 16 juli 1994     | Drachten     |
|     | Hans Kroes        | HPC                 | 27,23 | 3 augustus 1984  | Los Angeles  |
|     | Albert Boonstra   | NZC'21              | 27,62 | 14 december 1980 | Amersfoort   |
|     | Fred Eefting      | Zwemlust/den Hommel | 27,70 | 21 juli 1980     | Moskou       |
|     | Fred Eefting      | Zwemlust/den Hommel | 27,78 | 20 juli 1980     | Moskou       |
|     | Fred Eefting      | Zwemlust/den Hommel | 27,97 | 20 augustus 1978 | West-Berlijn |
|     | Fred Eefting      | Zwemlust/den Hommel | 28,62 | 18 augustus 1977 | Jönköping    |
|     | Fred Eefting      | Zwemlust/den Hommel | 28,82 | 17 augustus 1977 | Jönköping    |
|     | Karim Ressang     | HPC                 | 28,92 | 22 juli 1975     | Cali         |
|     | Bob Schoutsen     | Het Y               | 29,33 | 28 augustus 1972 | München      |
|     | Bob Schoutsen     | Het Y               | 29,41 | 28 augustus 1972 | München      |

## Kortebaan (25 meter)

### Ontwikkeling wereldrecord
| Nr. | Naam               | Land             | Tijd  | Datum            | Plaats         |
| --- | ------------------ | ---------------- | ----- | ---------------- | -------------- |
|     | Kliment Kolesnikov | Rusland          | 22,11 | 23 november 2022 | Kazan          |
|     | Peter Marshall     | Verenigde Staten | 22,61 | 22 november 2009 | Singapore      |
|     | Peter Marshall     | Verenigde Staten | 22,73 | 11 november 2009 | Stockholm      |
|     | Peter Marshall     | Verenigde Staten | 22,75 | 17 oktober 2009  | Durban         |
|     | Randall Bal        | Verenigde Staten | 22,87 | 16 november 2008 | Berlijn        |
|     | Peter Marshall     | Verenigde Staten | 23,05 | 12 november 2008 | Stockholm      |
|     | Robert Hurley      | Australië        | 23,24 | 26 oktober 2008  | Sydney         |
|     | Thomas Rupprath    | Duitsland        | 23,27 | 10 december 2004 | Wenen          |
|     | Matt Welsh         | Australië        | 23,31 | 2 september 2002 | Melbourne      |
|     | Neil Walker        | Verenigde Staten | 23,42 | 16 maart 2000    | Athene         |
|     | Neil Walker        | Verenigde Staten | 24,04 | 16 maart 2000    | Athene         |
|     | Matt Welsh         | Australië        | 24,11 | 14 januari 2000  | Hobart         |
|     | Neil Walker        | Verenigde Staten | 24,12 | 18 november 1999 | Washington     |
|     | Matt Welsh         | Australië        | 24,13 | 2 september 1999 | Canberra       |
|     | Thomas Rupprath    | Duitsland        | 24,13 | 11 december 1998 | Sheffield      |
|     | Chris Renaud       | Canada           | 24,25 | 28 februari 1997 | St. Catharines |
|     | Jeff Rouse         | Verenigde Staten | 24,37 | 12 februari 1995 | Sheffield      |

- FINA erkent wereldrecords op de 50 meter rugslag kortebaan sinds 31 augustus 1994.

### OntwikkelingEuropeesrecord
| Nr. | Naam              | Land           | Tijd  | Datum            | Plaats        |
| --- | ----------------- | -------------- | ----- | ---------------- | ------------- |
|     | Aschwin Wildeboer | Spanje         | 23,14 | 19 december 2008 | Madrid        |
|     | Lubos Krizko      | Slowakije      | 23,15 | 12 december 2008 | Rijeka        |
|     | Thomas Rupprath   | Duitsland      | 23,27 | 10 december 2004 | Wenen         |
|     | Thomas Rupprath   | Duitsland      | 23,34 | 9 december 2004  | Wenen         |
|     | Thomas Rupprath   | Duitsland      | 23,36 | 27 november 2004 | Essen         |
|     | Thomas Rupprath   | Duitsland      | 23,42 | 26 november 2004 | Essen         |
|     | Thomas Rupprath   | Duitsland      | 23,51 | 10 oktober 2004  | Indianapolis  |
|     | Thomas Rupprath   | Duitsland      | 23,75 | 30 november 2001 | Rostock       |
|     | Thomas Rupprath   | Duitsland      | 24,03 | 11 november 2000 | Neuss         |
|     | Thomas Rupprath   | Duitsland      | 24,13 | 11 december 1998 | Sheffield     |
|     | Thomas Rupprath   | Duitsland      | 24,41 | 11 december 1998 | Sheffield     |
|     | Tomislav Karlo    | Kroatië        | 24,52 | 9 februari 1997  | Parijs        |
|     | Vladimir Selkov   | Rusland        | 24,56 | 19 februari 1995 | Gelsenkirchen |
|     | Franck Schott     | Frankrijk      | 24,60 | 27 maart 1994    | Parijs        |
|     | Aleksandr Popov   | Rusland        | 24,66 | 13 maart 1994    | Desenzano     |
|     | Jani Sievinen     | Finland        | 24,81 | 14 november 1992 | Hyvinkää      |
|     | Rudi Dollmayer    | Zweden         | 25,01 | 22 januari 1992  | Malmö         |
|     | Jani Sievinen     | Finland        | 25,18 | 7 december 1991  | Gelsenkirchen |
|     | Frank Hoffmeister | Duitsland      | 25,24 | 24 maart 1991    | Rostock       |
|     | Frank Hoffmeister | Duitsland      | 25,43 | 19 maart 1991    | Malmö         |
|     | Frank Hoffmeister | Duitsland      | 25,43 | 17 maart 1991    | Bonn          |
|     | Frank Hoffmeister | West-Duitsland | 25,47 | 7 februari 1987  | Bonn          |

### OntwikkelingNederlandsrecord
| Nr. | Naam                | Club                | Tijd    | Datum            | Plaats              |
| --- | ------------------- | ------------------- | ------- | ---------------- | ------------------- |
|     | Nick Driebergen     | De Dolfijn          | 24,21   | 11 december 2008 | Rijeka              |
|     | Nick Driebergen     | De Dolfijn          | 24,40   | 13 december 2008 | Rijeka              |
|     | Nick Driebergen     | De Dolfijn          | 24,44   | 13 december 2007 | Debrecen            |
|     | Nick Driebergen     | De Dolfijn          | 24,63   | 13 december 2007 | Debrecen            |
|     | Mitja Zastrow       | PSV                 | 24,73   | 25 oktober 2003  | Aken                |
|     | Mitja Zastrow       | PSV                 | 24,78   | 25 oktober 2003  | Aken                |
|     | Bastiaan Tamminga   | DWK-XCESS           | 24,88   | 13 december 2002 | Riesa               |
|     | Bastiaan Tamminga   | DWK-XCESS           | 25,00   | 13 december 2002 | Riesa               |
|     | Bastiaan Tamminga   | DWK-XCESS           | 25,05   | 9 november 2002  | Barneveld           |
|     | Bastiaan Tamminga   | DWK-XCESS           | 25,35   | 13 december 2001 | Antwerpen           |
|     | Bastiaan Tamminga   | DWK-XCESS           | 25,37   | 8 december 2001  | Alphen aan den Rijn |
|     | Wilco van den Akker | AZ&PC               | 25,75   | 31 oktober 1993  | Emmen               |
|     | Wilco van den Akker | AZ&PC               | 26,06   | 10 januari 1993  | Amersfoort          |
|     | Wilco van den Akker | AZ&PC               | 26,31   | 23 december 1991 | Sabadell            |
|     | Wilco van den Akker | AZ&PC               | 26,41   | 23 december 1991 | Sabadell            |
|     | Wilco van den Akker | AZ&PC               | 26,56   | 21 april 1991    | Amersfoort          |
|     | Hans Kroes          | HPC                 | 26,76   | 23 februari 1986 | Emmen               |
|     | Hans Kroes          | HPC                 | 27,23 1 | 3 augustus 1984  | Los Angeles         |
|     | Dico Engel          | HPC                 | 27,46   | 5 maart 1983     | Hengelo             |
|     | Fred Eefting        | AZ&PC               | 27,51   | 6 maart 1982     | Zutphen             |
|     | Albert Boonstra     | NZC'21              | 27,62 1 | 14 december 1980 | Amersfoort          |
|     | Fred Eefting        | Zwemlust/den Hommel | 27,70 1 | 21 juli 1980     | Moskou              |
|     | Fred Eefting        | Zwemlust/den Hommel | 27,78 1 | 20 juli 1980     | Moskou              |
|     | Fred Eefting        | Zwemlust/den Hommel | 27,95   | 4 maart 1979     | Amsterdam           |
|     | Fred Eefting        | Zwemlust/den Hommel | 27,97 1 | 20 augustus 1978 | West-Berlijn        |
|     | Fred Eefting        | Zwemlust/den Hommel | 28,62 1 | 18 augustus 1977 | Jönköping           |
|     | Fred Eefting        | Zwemlust/den Hommel | 28,82 1 | 17 augustus 1977 | Jönköping           |
|     | Karim Ressang       | HPC                 | 28,92 1 | 22 juli 1975     | Cali                |

1 = Gezwommen op langebaan. Indien tijd op langebaan sneller is dan tijd op kortebaan dan geldt de eerste als officieel record.